# インターコンチネンタルカップ (バスケットボール)
FIBAインターコンチネンタルカップ（FIBA Intercontinental Cup）は、クラブバスケットボールの国際大会である。

## 概要
インターコンチネンタルカップはもともと1966年に欧州クラブ王者とアメリカ大陸のクラブ王者を決める大会として開催されていた。しかし1996年を最後に休止、2013年に復活開催となった。現在はFIBAアメリカとユーロリーグ社が共催で開催されている。今後はアフリカやアジアの王者、NBL（豪）、NBAのチャンピオンを迎えてクラブ世界一を争う予定。
2013年以降の大会は2試合の合計得点で勝敗を決定する。2試合合計得点が同点の場合は延長戦を行う。

## 大会名の変遷
- FIBAインターコンチネンタルカップ: (1966-1980)
- FIBAクラブワールドカップ: (1981)
- FIBAインターコンチネンタルカップ: (1982-1984)
- FIBAクラブワールドカップ: (1985-1987)
- FIBAインターコンチネンタルカップ: (1996, 2013-)

## 歴代結果
| 年度 | 都市             | 優勝             | 準優勝               | 決勝    |
| 2013 | バルエリ         | オリンピアコスBC | ピニェイロス (SKY)   | Playoff |
| 2014 | リオデジャネイロ | フラメンゴ       | マッカビ・テルアビブ | Playoff |
| 2025 | シンガポール     |                  |                      |         |

## クラブ所在国別成績
| 順位 | 国               | 優勝 | 準優勝 |
| ---- | ---------------- | ---- | ------ |
| 1    | イタリア         | 7    | 5      |
| 2    | スペイン         | 7    | 3      |
| 3    | アメリカ合衆国   | 5    |        |
| 4    | ブラジル         | 2    | 8      |
| 5    | ギリシャ         | 2    |        |
| 6    | アルゼンチン     | 1    | 4      |
| 7    | イスラエル       | 1    | 1      |
| 8    | ベネズエラ       | 1    | 1      |
| 9    | ソビエト連邦     | 1    |        |
| 10   | チェコスロバキア |      | 1      |
| 11   | ユーゴスラビア   |      | 1      |
| 12   | オランダ         |      | 1      |
| 13   | ドイツ           |      | 1      |